# Bundesartenschutzverordnung
Die Bundesartenschutzverordnung (BArtSchV) wurde zum Schutz wildlebender Tier- und Pflanzenarten erstmals am 19. Dezember 1986 erlassen.
Sie ist eine auf Grund des Bundesnaturschutzgesetzes (BNatSchG) erlassene Rechtsverordnung, die den Artenschutz der Verordnung (EG) Nr. 338/97 (Artenschutzverordnung) von 1984, durch die in allen EG-Mitgliedstaaten das Washingtoner Artenschutzabkommen in Kraft gesetzt wurde, erweitert und verschärft.
Die geltende Fassung der Bundesartenschutzverordnung stammt vom 16. Februar 2005 und wurde als Artikel 1 der Verordnung zur Neufassung der Bundesartenschutzverordnung und zur Anpassung weiterer Rechtsvorschriften erlassen.
Die Liste der geschützten Pflanzen und Tiere findet sich in der Anlage 1 zur Bundesartenschutzverordnung. Sie ist nicht zu verwechseln mit den vom Bundesamt für Naturschutz herausgegebenen Roten Listen gefährdeter Tier- und Pflanzenarten.